# Jordão
Jordão – miasto i gmina w Brazylii, leży w stanie Acre. Gmina zajmuje powierzchnię 5357,28 km². Według danych szacunkowych w 2016 roku miasto liczyło 7685 mieszkańców. Położone jest około 470 km na zachód od stolicy stanu, Rio Branco, oraz około 3250 km na zachód od Brasílii, stolicy kraju. 

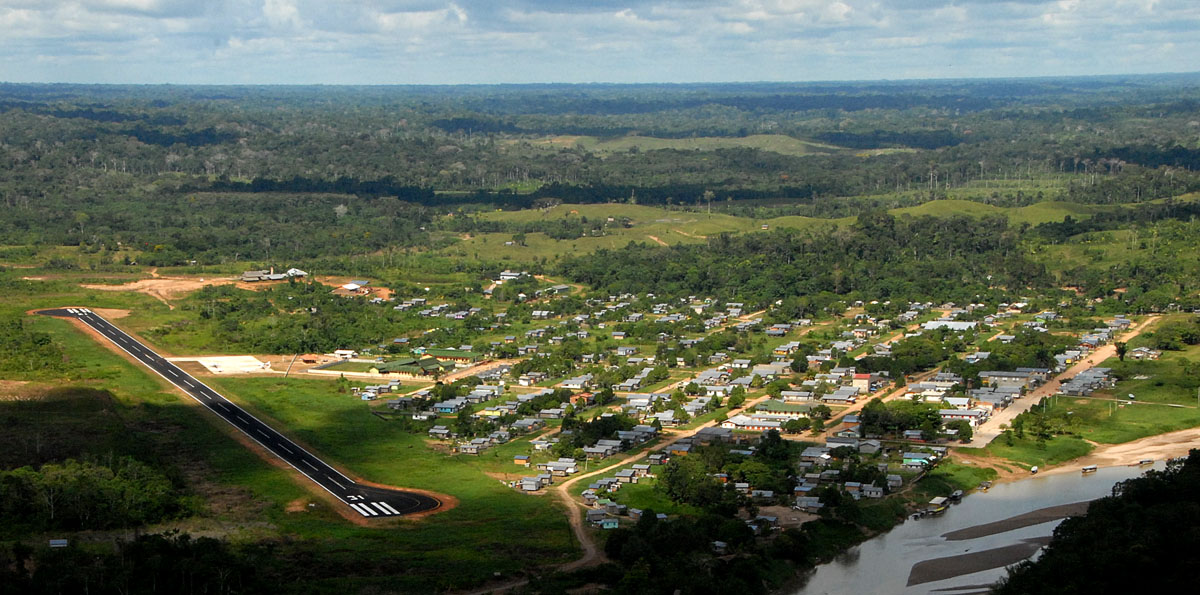
Widok na miasto

29 marca 1992 roku miejscowość została podniesiona do rangi gminy. Nowa gmina została utworzona poprzez wyłączenie z terenów gminy Tarauacá. Pierwszym jej burmistrzem został Hilário de Holanda Melo. 
W 2014 roku wśród mieszkańców gminy PKB per capita wynosił 9436,00 reais brazylijskich.